# Mardorf (Homberg)
Mardorf ist der älteste Stadtteil von Homberg (Efze) im nordhessischen Schwalm-Eder-Kreis.

## Geographie
Der Ort liegt nordwestlich der Kernstadt Homberg am Fuße des Mosenberges. Der an der Ostflanke des Mosenbergs entspringende Klingelbach fließt mitten durch den Ort und mündet schließlich bei Berge in die Efze. Die Gemarkungsfläche beträgt ungefähr 460 ha. Der Ort ist geprägt von landwirtschaftlichen Gehöften und einigen gewerbetreibenden Betrieben. Im Zentrum des Ortes befindet sich die 1690 errichtete evangelische Kirche.

## Geschichte

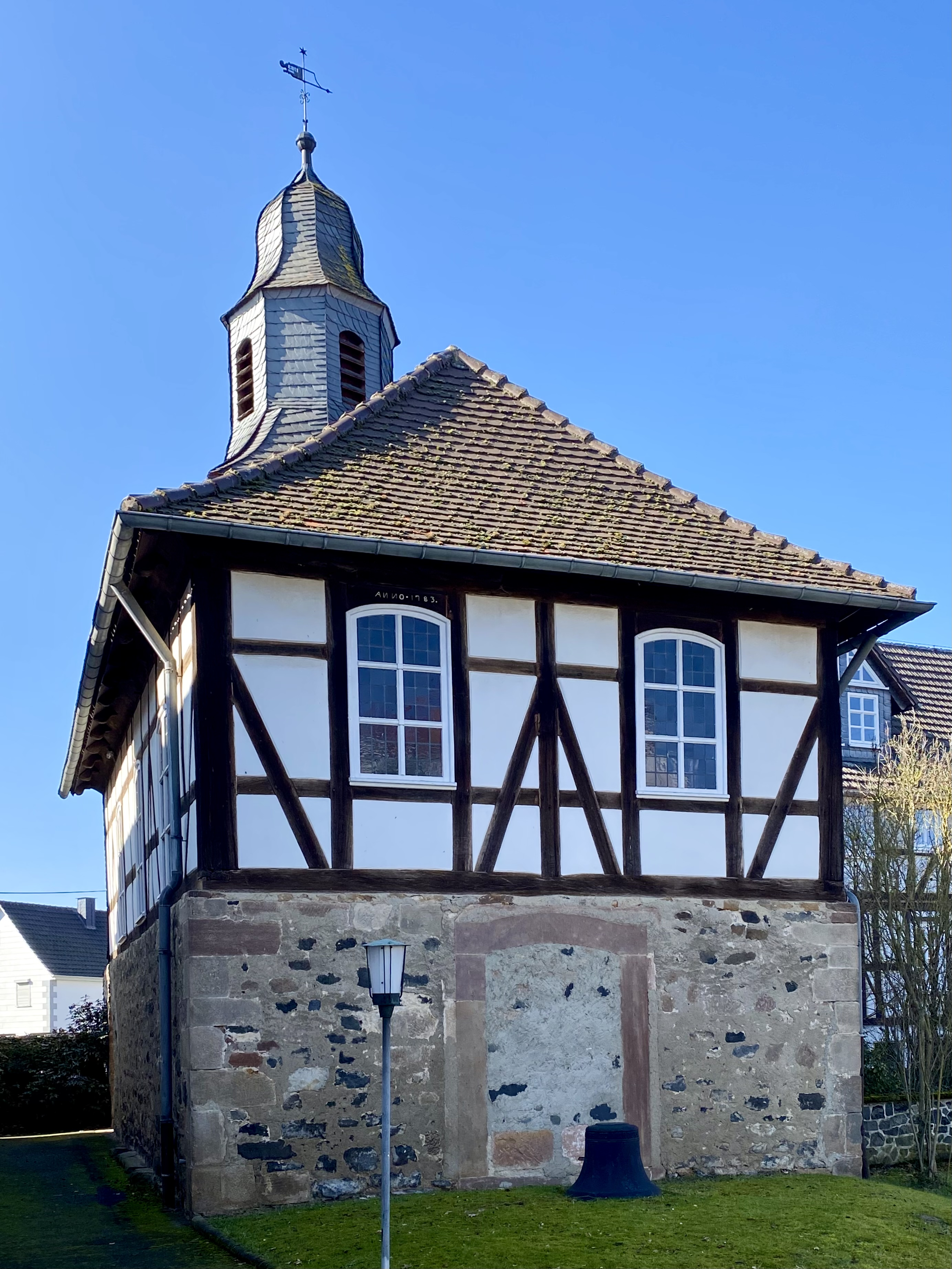
Evangelische Kirche Mardorf

### Ersterwähnung
Mardorf ist eines der ältesten Dörfer im Homberger Raum. Die älteste bekannte schriftliche Erwähnung von Mardorf erfolgte im Jahr 782 unter dem Namen Martdorf. Mardorfer Güter wurden als Hersfelder Besitz um 800 erwähnt.

### Eisengrube Mardorf

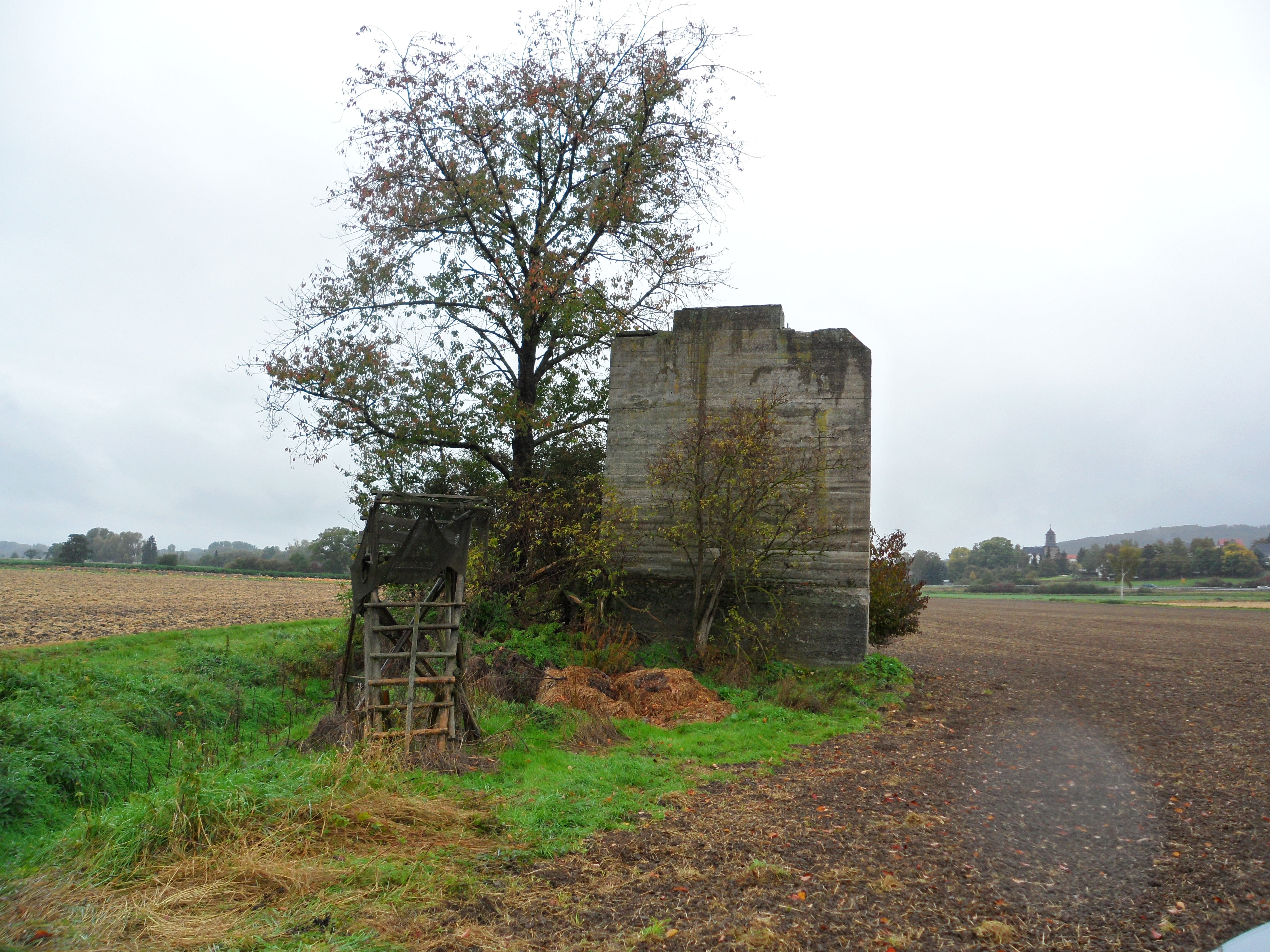
Rest eines Seilbahnstützpfeilers der ehemaligen Grube Mardorf

Bereits im Jahre 1567 gab es bei Mardorf einen Eisenhammer, und 1686 wurde eine Eisenhütte erwähnt, die neben Erzen aus dem Kellerwald durch die Eisengrube Mardorf bedient wurde. Die Eisengießerei wurde 1737 von Mardorf nach Holzhausen verlegt. 1873 übernahm der Warsteiner Gruben- und Hüttenverein sowohl die Grube Marburg als auch die Gießerei in Holzhausen. Die Erzgewinnung bei Mardorf wurde dann aber bereits 1881 eingestellt, da die Erzverhüttung in den mit Holzkohle betriebenen Hochöfen von Holzhausen unwirtschaftlich geworden war.
1937 wurde die Grube Mardorf im Zuge der Autarkiebestrebungen des NS-Regimes und des Vierjahresplans von 1937 von der Warsteiner und Herzoglich Schleswig-Holsteinische Eisenwerke AG wieder in Betrieb genommen, aber das tonige Roherz hatte nur etwa 34 Prozent Eisengehalt und brachte nur einen geringen Erlös. Auch wurde die Wirtschaftlichkeit dadurch vermindert, dass häufig Schwimmsand in die Grube einbrach und ganze Feldteile zuspülte. Am 1. Oktober 1942 übernahm die Buderus AG die Grube, denn das Mardorfer Erz eignete sich zur Herstellung eines besonders hochwertigen Konzentrats. Buderus begann 1944 mit dem Abteufen eines neuen Schachtes nördlich des Mosenberg-Schachts und des für die Erzwäsche genutzten und noch heute vorhandenen Sammelteichs und plante die Errichtung einer Aufbereitungsanlage, um das Konzentrat zu erzeugen. Das Abteufen des „Falkenberg-Schachts“ wurde jedoch durch zahlreiche Schwimmsandeinbrüche sehr behindert, und die Arbeiten an dem von dem Darmstädter Architektur-Dekan Jan Hubert Pinand konzipierten und 1947 begonnenen Betriebsgebäude wurden 1949 wegen der unsicheren Zukunftsaussichten aufgegeben und blieben unvollendet. Gegen Ende 1949 konnte dann die neue Aufbereitungsanlage in Betrieb genommen werden. Da sich aber trotz aller Bemühungen immer wieder Schwimmsandeinbrüche im Schacht ereigneten, wurde der Betrieb am 30. September 1954 endgültig eingestellt.
Heute erinnert u. a. noch ein etwa acht Meter hoher Betonklotz an der Kreisstraße 47 zwischen der B 254 und dem Dorf Berge an diese Zeit. Er ist der Rest eines Stützpfeilers für die 1946/47 errichtete Seilbahn von der Grube zur Bahnverladestation in Singlis. Dies ist der Rest eines der einst zwei Betonpfeiler der Seilbahn, alle anderen waren Holz-/Stahlbau-Konstruktionen. Die Entladestation in Singlis wurde 1973 abgebrochen. Vor der Inbetriebnahme der Seilbahn wurde das Erz mit LKWs zum Bahnhof in Wabern gebracht. Insgesamt wurden am Mosenbergschacht etwa 110.000 Tonnen Roherz gefördert und daraus 55.000 Tonnen Fertigerz mit einem Eisengehalt von 46 Prozent hergestellt.

### Jugendherberge Mosenberg

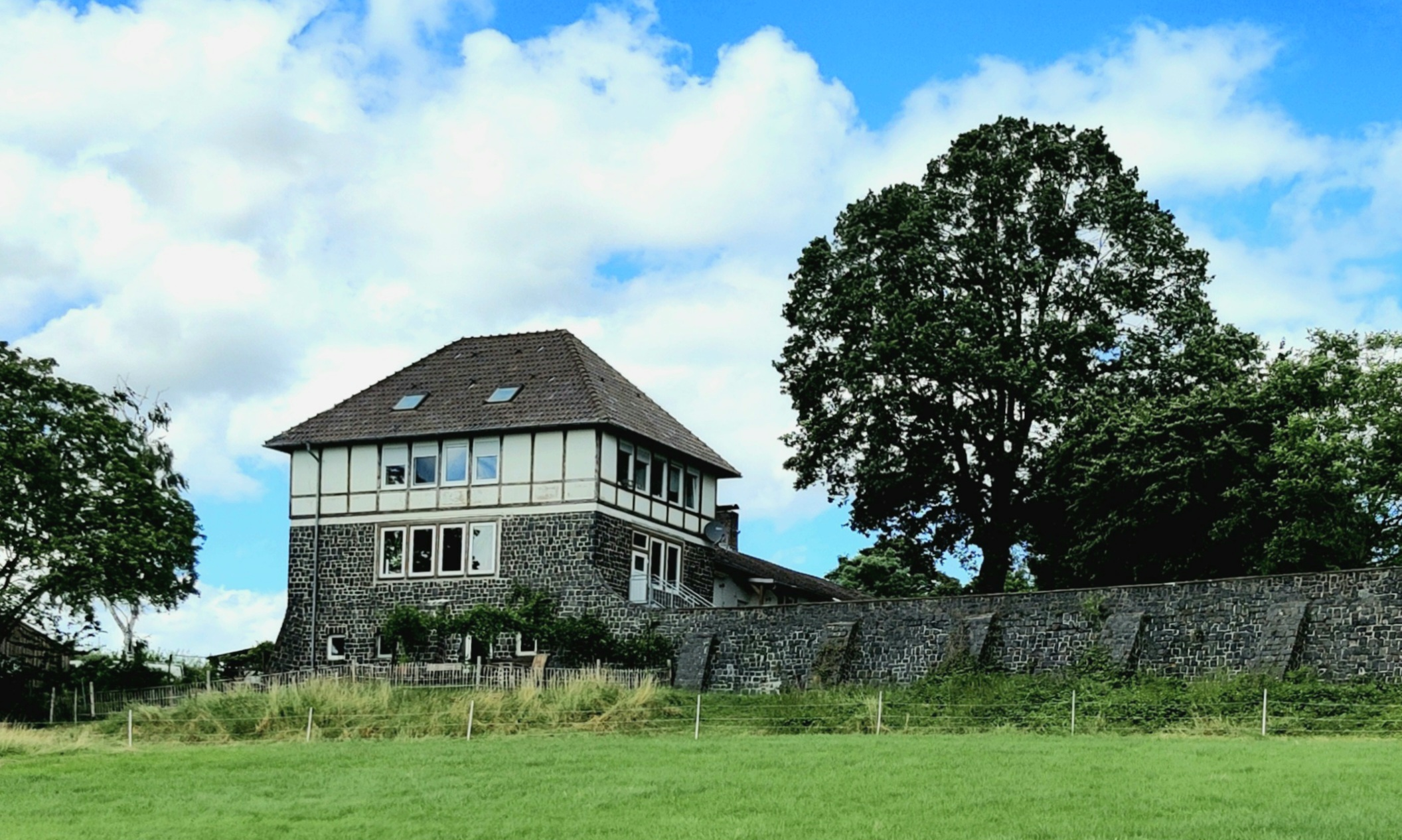
Tagesanlage Grube Mardorf, zeitweise Jugendherberge

Von 1959 bis 2005 wurden die recht wehrhaft aussehenden, einst als Tagesanlagen der Grube Mardorf gebauten Gebäude am Hang des Mosenbergs bei 51° 4′ N, 9° 24′ O als "Jugendherberge Mosenberg" genutzt. Sie war nicht nur bei Wanderern und Schulklassen beliebt, sondern auch bei den Segelfliegern, die auf dem nahen Flugplatz Mosenberg ihrer Leidenschaft frönten.
Heute wird dort das „Gruppenhaus am Mosenberg“ betrieben, das für Freizeiten, Schulklassenaufenthalte, Familienfeste, Seminare u. a. m. gemietet werden kann. Insgesamt 49 Betten stehen zur Verfügung (9 Mehrbettzimmer @ 5 Betten, 2 Leiterzimmer @ 2 Betten mit eigenem Bad), dazu zwei Seminarräume für 15 bzw. 49 Personen, Küche mit Gastro-Geräten, großer Gruppen- und Speiseraum, kleiner Aufenthaltsraum mit Fernseher. Auf dem weitläufigen Gelände mit schönem Ausblick gibt es Feuerstelle, Beachvolleyball, Bolzplatz, Trampolin, Skateplatz mit Mini-Ramp, Streetball und Pferderanch.

### Gebietsreform (1970–1977)
Zum 31. Dezember 1971 wurde die bis dahin selbständige Gemeinde Mardorf im Zuge der Gebietsreform in Hessen als Stadtteil der Stadt Homberg, Bezirk Kassel, heute Homberg (Efze), auf freiwilliger Basis eingegliedert.
Für Mardorf, wie für die in der Kreisstadt Homberg (Efze) eingegliederten ehemals selbständigen Gemeinden (Stadtteile), wurden Ortsbezirke mit Ortsbeirat und Ortsvorsteher nach der Hessischen Gemeindeordnung gebildet.

## Bevölkerung
Einwohnerstruktur 2011
Nach den Erhebungen des Zensus 2011 lebten am Stichtag, dem 9. Mai 2011, in Berge 471 Einwohner. Darunter waren 6 (= 1,3 %) Ausländer.
Nach dem Lebensalter waren 93 Einwohner unter 18 Jahren, 181 zwischen 18 und 49, 96 zwischen 50 und 64 und 93 Einwohner waren älter. Die Einwohner lebten in 201 Haushalten. Davon waren 63 Singlehaushalte, 51 Paare ohne Kinder und 56 Paare mit Kindern, sowie 15 Alleinerziehende und 3 Wohngemeinschaften. In 45 Haushalten lebten ausschließlich Senioren und in 132 Haushaltungen lebten keine Senioren.

### Einwohnerentwicklung
| Quelle: Historisches Ortslexikon |                                                                                 |
| • Um 1490:                       | 8 wehrhafte Männer, 8 Hübner (5 Pflüge)                                         |
| • 1537:                          | 21 Hausgesesse, 7 Hübner, 10 Köttner, 6 Beisassen (22 1⁄2 landgräfliche Huben). |
| • 1575/85:                       | 24 Hausgesesse                                                                  |
| • 1639:                          | 8 verheiratete, zwei verwitwete Hausgesesse                                     |
| • 1742:                          | 33 Häuser                                                                       |
| • 1747:                          | 33 Häuser, 179 Einwohner                                                        |

| Mardorf: Einwohnerzahlen von 1834 bis 2015 | Mardorf: Einwohnerzahlen von 1834 bis 2015 | Mardorf: Einwohnerzahlen von 1834 bis 2015 | Mardorf: Einwohnerzahlen von 1834 bis 2015 | Mardorf: Einwohnerzahlen von 1834 bis 2015 |
| --- | ------------------------------------------ | ------------------------------------------ | ------------------------------------------ | ------------------------------------------ |
| Jahr |                                            |                                            |                                            | Einwohner                                  |
| 1834 | 1834                                       |                                            | 413                                        | 413                                        |
| 1840 | 1840                                       |                                            | 451                                        | 451                                        |
| 1846 | 1846                                       |                                            | 406                                        | 406                                        |
| 1852 | 1852                                       |                                            | 388                                        | 388                                        |
| 1858 | 1858                                       |                                            | 344                                        | 344                                        |
| 1864 | 1864                                       |                                            | 367                                        | 367                                        |
| 1871 | 1871                                       |                                            | 361                                        | 361                                        |
| 1875 | 1875                                       |                                            | 363                                        | 363                                        |
| 1885 | 1885                                       |                                            | 324                                        | 324                                        |
| 1895 | 1895                                       |                                            | 333                                        | 333                                        |
| 1905 | 1905                                       |                                            | 366                                        | 366                                        |
| 1910 | 1910                                       |                                            | 363                                        | 363                                        |
| 1925 | 1925                                       |                                            | 388                                        | 388                                        |
| 1939 | 1939                                       |                                            | 403                                        | 403                                        |
| 1946 | 1946                                       |                                            | 741                                        | 741                                        |
| 1950 | 1950                                       |                                            | 760                                        | 760                                        |
| 1956 | 1956                                       |                                            | 544                                        | 544                                        |
| 1961 | 1961                                       |                                            | 512                                        | 512                                        |
| 1967 | 1967                                       |                                            | 505                                        | 505                                        |
| 1980 | 1980                                       |                                            | ?                                          | ?                                          |
| 1990 | 1990                                       |                                            | ?                                          | ?                                          |
| 2000 | 2000                                       |                                            | ?                                          | ?                                          |
| 2011 | 2011                                       |                                            | 471                                        | 471                                        |
| 2015 | 2015                                       |                                            | 505                                        | 505                                        |
| Datenquelle: Historisches Gemeindeverzeichnis für Hessen: Die Bevölkerung der Gemeinden 1834 bis 1967. Wiesbaden: Hessisches Statistisches Landesamt, 1968. Weitere Quellen: ; Zensus 2011; Stadt Homberg (Efze) |                                            |                                            |                                            |                                            |

### Historische Religionszugehörigkeit
| Quelle: Historisches Ortslexikon |                                                                    |
| • 1861:                          | alle Einwohner evangelisch-reformiert                              |
| • 1885:                          | 324 evangelische (= 100 %) Einwohner                               |
| • 1961:                          | 422 evangelische (= 82,42 %), 86 katholische (= 16,80 %) Einwohner |

### Historische Erwerbstätigkeit
| • 1961: | Erwerbspersonen: 116 Land- und Forstwirtschaft, 95 Produzierendes Gewerbe, 18 Handel und Verkehr, 19 Dienstleistungen und Sonstiges. |

## Politik
Für Mardorf besteht ein Ortsbezirk (Gebiete der ehemaligen Gemeinde Mardorf) mit Ortsbeirat und Ortsvorsteher nach der Hessischen Gemeindeordnung. Der Ortsbeirat besteht aus sieben Mitgliedern.
Bei den Kommunalwahlen in Hessen 2021 betrug die Wahlbeteiligung zum Ortsbeirat Mardorf 55,31 %. Alle Kandidaten gehörten der „Einheitsliste Mardorf“ an. Der Ortsbeirat wählte Julia Krug zur Ortsvorsteherin.

## Projekt Titanic
Im Sommer 2008 führte der hier ansässige Landart-Künstler Hans-Joachim Bauer das monumentale Projekt Titanic auf der Gemarkung von Mardorf durch. In den Originalmaßen des untergegangenen Ozeanriesen ließ Bauer auf diese Weise das Schiff auf Land als gewaltige und weithin sichtbare Form neu entstehen, indem der Umriss des Schiffes aus einem Kornfeld heraus geackert wurde. Landwirte und Bewohner des Ortes waren aktiv in dieses Kunstprojekt einbezogen – eine „soziale Plastik“ im Sinne von Joseph Beuys.